# Peugeot Type 3

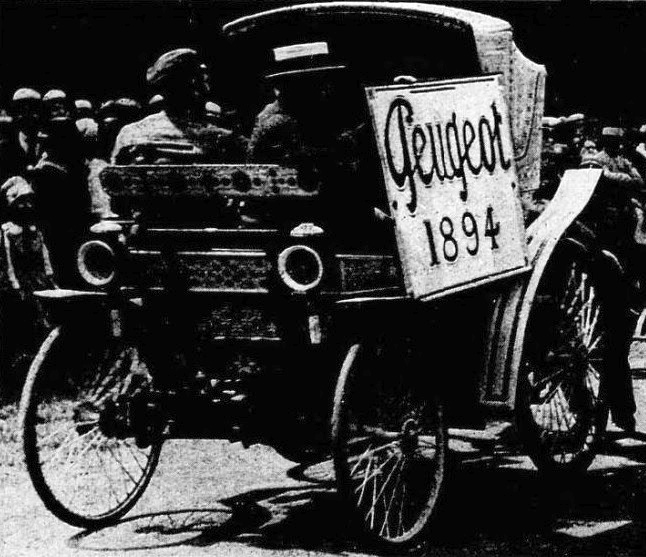
Peugeot fiacre découvert du Paris-Rouen 1894, au défilé Historique du Touring Club de France de 1919 organisé dans le bois de Marly.

Le quadricycle Peugeot Type 3 est le troisième modèle d'automobile fabriqué et commercialisé par Armand Peugeot, fondateur des automobiles Peugeot, entre 1891 et 1894.

## Historique
En 1889, Armand Peugeot expose un prototype Peugeot Type 1, un tricycle équipé de chaudière à vapeur de Léon Serpollet sur le stand Peugeot de la galerie des « machines et des progrès techniques » de l'Exposition universelle de Paris. Ceci est faux, Armand Peugeot et les Fils de Peugeot Frères n'exposèrent aucune automobile. Référence Catalogue générale de l'Exposition Universelle de 1889 à Paris, tome VI.

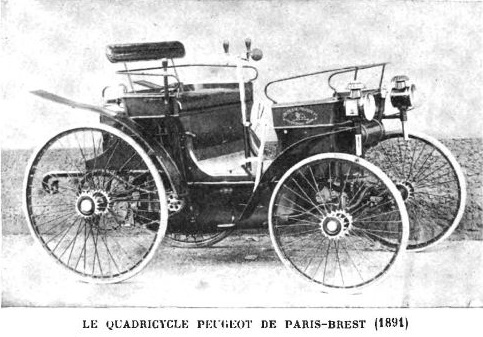
Le quadricycle Peugeot Type 3 de Paris-Brest-Paris en 1891, piloté par Louis Rigoulot ingénieur et Auguste Doriot contremaître.
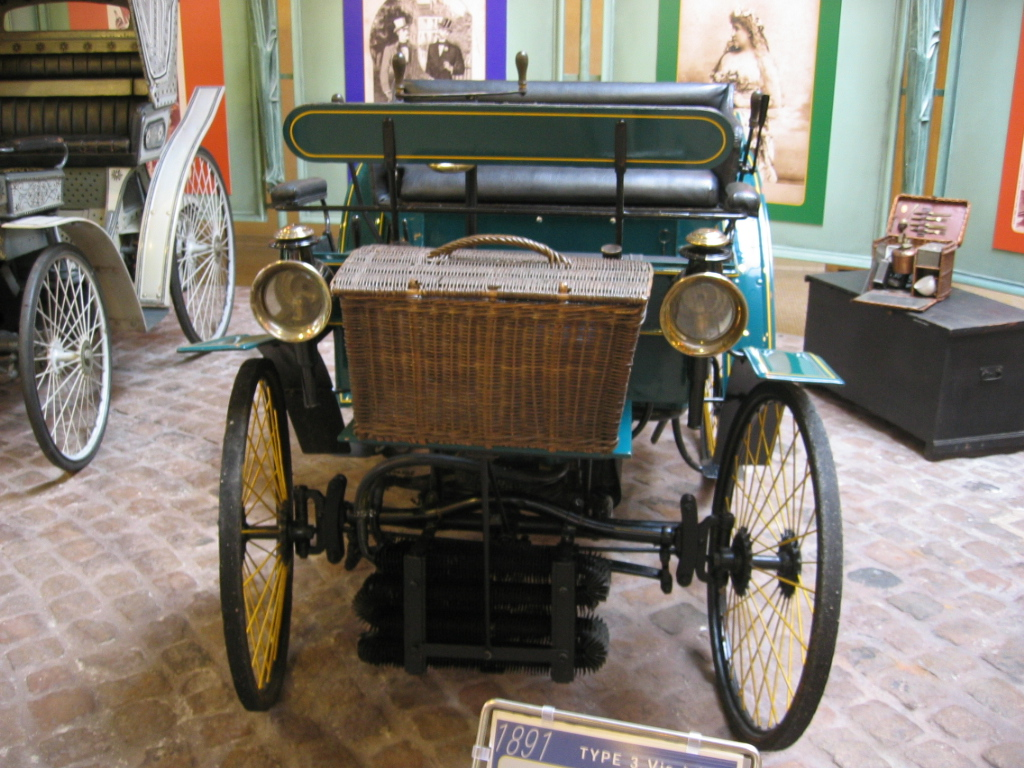
Peugeot type 3 de 1891 - Musée de l'Aventure Peugeot de Sochaux.
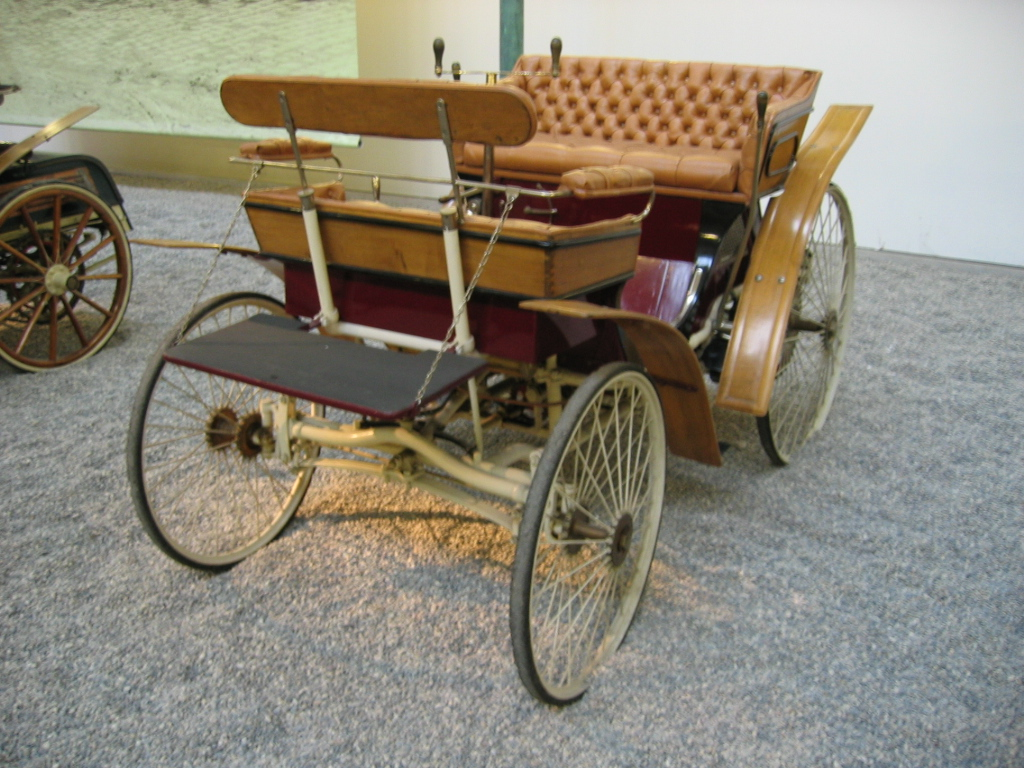
Peugeot type 3 de 1894 - Cité de l'automobile de Mulhouse.
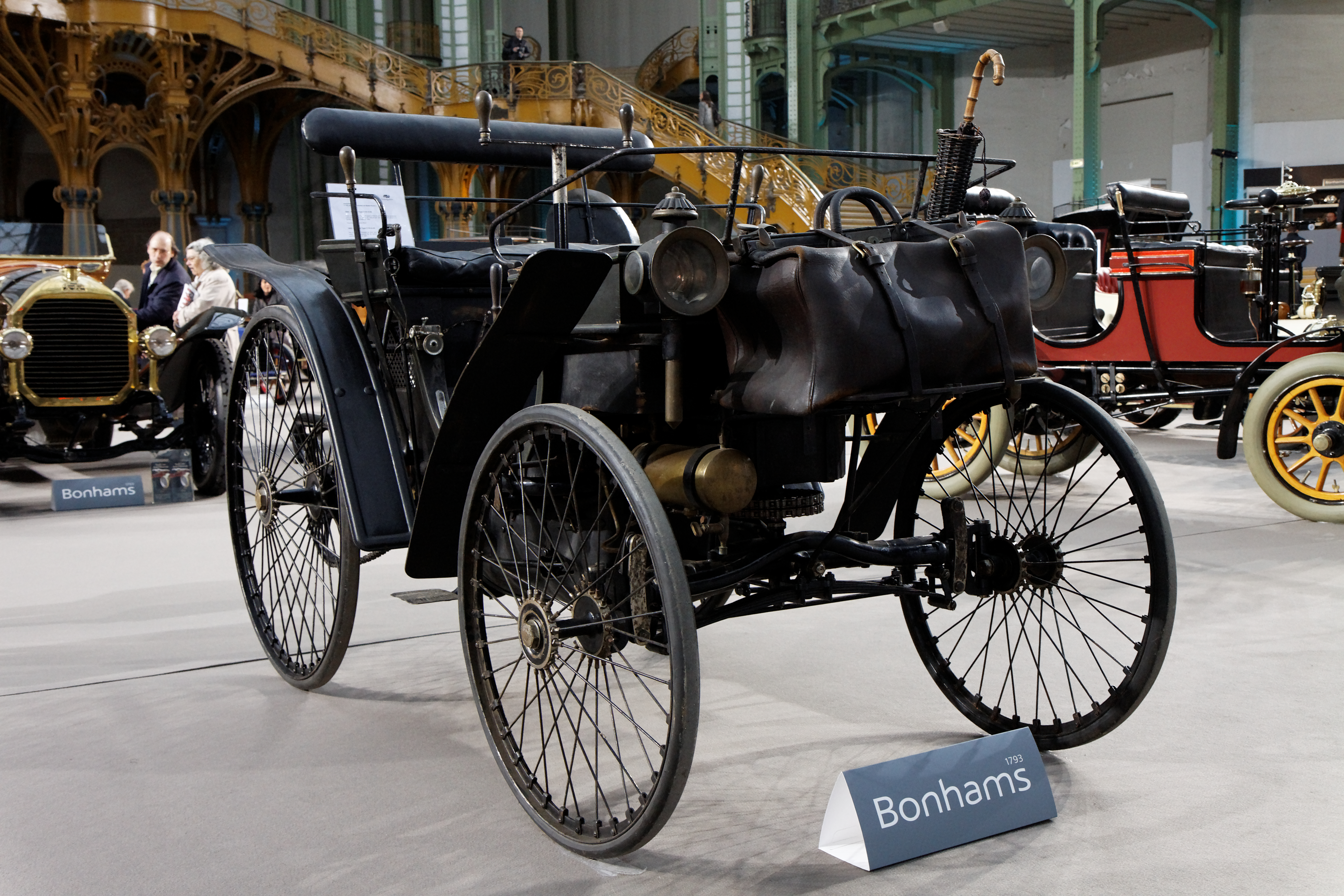
Peugeot type 3 exposé au Grand Palais.

Il découvre durant cette exposition l'invention révolutionnaire de l'inventeur allemand Gottlieb Daimler : le moteur à explosion à essence. Daimler fait fabriquer son moteur par Panhard et Levassor à Paris dès la fin de l'exposition et s'associe avec Armand Peugeot pour la construction du châssis d'un quadricycle, la Peugeot Type 2 suivi un an plus tard de cette Peugeot type 3, conçue sur la base du Daimler Stahlradwagen, un fiacre motorisé dont le chauffeur et les passagers sont assis face à face. Ce sont les prémices de la société automobile Peugeot fondée par Armand.

## Le contexte
Le quadricycle Peugeot Type 2, mis au point par Émile Levassor, est lancé le 12 avril 1891 mais il est très vite jugé trop rudimentaire par son propre concepteur, Armand Peugeot. Il dérivait pourtant du Daimler Stahlradwagen, quadricycle novateur de 1889, conçu par Gottlieb Daimler et Wilhelm Maybach. De fait, le Type 2 n'arrivait pas à s'imposer commercialement. Armand Peugeot décide de faire évoluer immédiatement le Type 2 en corrigeant les lacunes et imperfections remontant des remarques des clients potentiels en cherchant à réaliser un véhicule plus pratique et facile à manipuler.
C'est en septembre 1891 que le nouveau modèle, baptisé Type 3, a été présenté. Il conservait quasiment la même structure de base que le Type 2, en bois fixé sur une base tubulaire. Le système de refroidissement était identique avec la circulation de l'eau dans les tubes de la structure. La nouveauté résidait dans la configuration de la carrosserie vis-à-vis. La direction n'était plus une simple barre de commande mais une sorte de volant en "T", d'un maniement plus aisé. Il était équipé du même moteur Daimler Type P que le Type 2. Pour accueillir les deux passagers en vis à vis avec une distance acceptable pour les jambes, le véhicule était rallongé de 20 cm mais conservait la même largeur. 
L'amélioration de la fiabilité du nouveau modèle lui a permis de conquérir une clientèle plus importante. Le modèle demeura le seul au catalogue Peugeot en 1892 et 1893. Durant sa fabrication jusqu'au 31 décembre 1894, 64 exemplaires ont été vendus.

## Course promotionnelle
En 1891, Armand Peugeot participe personnellement à la première course cycliste Paris-Brest-Paris organisée par Pierre Giffard du Petit Journal de Paris, avec ce modèle pour profiter des retombées médiatiques de cet événement. Il parcourt ainsi 2 045 km aller-retour pour cette occasion depuis Valentigney près de Sochaux en Franche-Comté jusqu'à Brest via Paris à la vitesse de 14 km/h.

## Curiosité
La Peugeot Type 3 a été la première automobile à circuler en Italie. Gaetano Rossi, directeur de la société lainière Lanerossi à Piovene Rocchette, petite ville de la Province de Vicence, a commandé le 30 août 1892 un exemplaire qui lui a été livré le 2 janvier 1893 moyennant le prix de 5 567,25 francs de l'époque. Le véhicule portait le numéro 25 et était équipé du moteur Daimler no 124.
Elle fut également la première automobile produite entièrement en Italie puisqu'elle a été construite sous licence par la société Costruzioni Meccaniche di Saronno, spécialisée dans la construction de locomotives à vapeur. Son siège et l'usine étaient installés près de la ville de Saronno, au nord de Milan dans la Province de Varese. La voiture est conservée au Musée de l'Automobile de Turin.